# ألان موسوكي
ألان موسوكي (بالإنجليزية: Allan Musoke)‏ هو لاعب كرة قدم ولاعب اتحاد الرغبي أوغندي في مركز جناح ‏، ولد في 1980. شارك مع منتخب أوغندا لاتحاد الرغبي.